# SCIAMACHY
SCIAMACHY (englisch Scanning Imaging Absorption Spectrometer for Atmospheric Chartography; griechisch σκιαμαχή, sinngemäß gegen Schatten kämpfen) ist eines von zehn Instrumenten auf dem europäischen Umweltsatelliten Envisat und erstellte globale Karten von verschiedenen atmosphärischen Spurengasen (O3, NO2, O2, H2O, CH4, CO2, CO, BrO, OClO, SO2, IO) und anderen Parametern. Die spektralen Daten wurden vielmals mithilfe der DOAS-Methode ausgewertet.
SCIAMACHY an Bord von Envisat wurde auf einer Ariane-5-Rakete am 1. März 2002 von Kourou in Französisch-Guyana in eine sonnensynchrone polare Umlaufbahn auf eine Höhe von 799,8 Kilometern mit einem Inklinationswinkel von 98,6° gebracht. Am 8. April 2012 endeten die Messungen durch den Verlust der Kommunikation mit Envisat. Die Flugrichtung auf der Tagesseite der Erde ist von Nord nach Süd. Aufgrund der Sonnensynchronizität sind die lokalen Überflugzeiten an einer  festen lokalen Ortszeit über Mitteleuropa um 10 Uhr vormittags. In polaren Breiten waren auch Messungen zu anderen Tageszeiten möglich. Messungen auf der Nachtseite der Erde wurden unter anderen für Kalibrationen benutzt. Für eine Erdumlaufbahn benötigt der Satellit ca. 100 Minuten. Im Laufe eines Tages werden etwas mehr als 14 Umlaufbahnen geflogen. Damit eignete sich SCIAMACHY für die globale Erdbeobachtung.

## Beobachtungsgeometrien

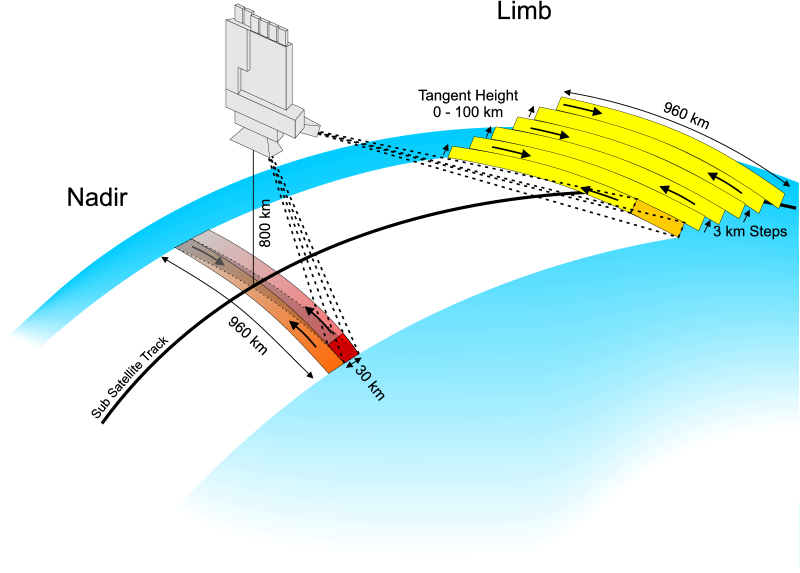
SCIAMACHY, Nadir- und Randabtastung.

SCIAMACHY wird in verschiedene Beobachtungsgeometrien täglich in einer festgelegten Reihenfolge betrieben:
- Nadir-Beobachtung: Hierbei wird die Luftsäule unterhalb des Satelliten detektiert. Das Gesichtsfeld des Spektrometers in Höhe der Erdoberfläche von ca. 750 km ist 25 × 0,6 km², durch die Geschwindigkeit des Satelliten von 7 km/s und die Frequenz des Abtastspiegels von 240 km/s beträgt die Auflösung SCIAMACHYs in dieser Beobachtungsgeometrie ungefähr 30 km in Flugrichtung und 240 km quer der Flugrichtung. Diese Beobachtungsgeometrie liefert eine relativ gute räumliche horizontale Auflösung. In der Nadir-Geometrie werden im Wesentlichen Spurengassäulen gemessen. Mit einer Ausnahme können auch Spurengasprofile gemessen werden, jedoch ist die vertikale Auflösung der Ozonprofile geringer als in der Limb-Geometrie.
- Limb-Beobachtung (engl. für Rand) oder Randabtastungs-Beobachtung: Das Gesichtsfeld beträgt in dieser Beobachtungsgeometrie 110 km quer der Flugrichtung und 2,6 km vertikal in einem ca. 4fach größeren Abstand von ca. 3000 km. Bei Limb-Streulichtmessungen wird die Erdatmosphäre tangential von der Erdoberfläche bis 92 km Tangentenhöhe in Schritten von 3 km abgetastet. Diese Messungen dauern insgesamt ca. 90 s. In dieser Zeit bewegt sich der Satellit um ca. 630 km vorwärts, wodurch sich eine relativ schlechte räumliche horizontale Auflösung von 960 × 630 km2, aber eine relativ gute vertikale Auflösung der Messungen von 3 km ergibt.
- Sonnen- und Mond-Okkultationsbeobachtung: Es wird ein Spektrum mit der Sonne oder dem Mond als direkten Hintergrund aufgenommen. Das Gesichtsfeld ist 30 km in azimutaler und 2,5 km in vertikaler Richtung. Die hohe Intensität des Sonnen- und Mondlichts ermöglicht sehr kurze Integrationszeiten von ca. 62 ms. Eine komplette vertikale Messung dauert daher lediglich 1 s und das Gesichtsfeld entspricht in diesem Beobachtungsmodus auch der Auflösung von 30 km horizontal × 2,5 km vertikal. Okkultationsmessungen gehören aufgrund der großen aufgenommenen Intensitäten zu den genauesten Messungen von hoher Qualität. Okkultationsmessungen können nur zu bestimmten Tageszeiten (Sonnenauf- und -untergang) gemacht werden. Daher ist nur eine schlechte räumliche Abdeckung gegeben.

Das Acht-Kanal-Spektrometer misst transmittiertes, in der Erdatmosphäre gestreutes, und an der Erdoberfläche reflektiertes Sonnenlicht im ultravioletten bis nahinfraroten Spektralbereich (s. Tab. 1). Aus den Messungen können je nach Beobachtungsgeometrie Gesamtsäulengehalte und Profile von Spurengasen und Aerosolen sowie Wolkenparameter abgeleitet werden. Zudem wird in sechs Kanälen die Polarisation des Lichtes gemessen. Eine 5-Watt-Wolfram-Weißlichtlampe, eine NePtCr-Kathoden-Entladungslampe und die Aufnahme von Sonnenspektren in verschiedenen Beobachtungsgeometrien werden für Kalibrationen benutzt.
| Kanal | Wellenlänge [nm] | Auflösung [nm] | Detektormaterial | Temperatur [K] |
| ----- | ---------------- | -------------- | ---------------- | -------------- |
| 1     | 214-314          | 0,21           | Si               | 200            |
| 2     | 309-404          | 0,22           | Si               | 200            |
| 3     | 392-605          | 0,47           | Si               | 235            |
| 4     | 598-790          | 0,42           | Si               | 235            |
| 5     | 776-1056         | 0,55           | Si               | 235            |
| 6     | 991-1750         | 1,56           | InGaAs           | 200            |
| 7     | 1940–2040        | 0,21           | InGaAs           | 150            |
| 8     | 2260–2384        | 0,24           | InGaAs           | 150            |